# Ingerslevsgade
Ingerslevsgade er en gade på Vesterbro i København, der går fra Tietgensgade ved Hovedbanegården til Enghavevej.

## Navn
Gaden blev opkaldt efter indenrigsminister Hans Peter Ingerslev (1831-1896) i 1904. Ingerslev stod blandt andet bag anlæggelsen af Jernbaneterrænet på Vesterbro, som gaden ligger langs med på hele dens sydlige del.

## Forløb
Gaden består nærmest af to dele, adskilt af krydset med Dybbølsbro på halvvejen. Næsten al bebyggelsen ligger på den nordlige side, da sydsiden er jernbaneområde.
Ved starten ved Tietgensgade ligger idrætsanlægget DGI-byen fra 1997 på hjørnet. Den er landscenter for DGI og består af en række forskellige idrætsfaciliteter (håndboldbane, svømmehal, bowling, gymnastiksal, kurbad, mm.), restaurant samt konference- og hotelvirksomhed.
Efter DGI-byen følger området Kødbyen, hvor størstedelen af Københavns fødevaregrossister, specielt kødgrossister, holder til.[kilde mangler]
På halvvejen ligger krydset med Dybbølsbro, Dybbølsgade og Skelbækgade. Ved Dybbølsbro ligger Dybbølsbro Station, der blev åbnet i 1934. På det stik modsatte hjørne ved Skelbækgade ligger Yrsa Plads, der har navn efter det tidlige værtshus Café Yrsa eller karréen, Yrsa.Ro. Under dette kryds ligger en tunnel, der tidligere førte godsspor ind til Kødbyen, men som nu anvendes til faciliteter for Banedanmark.[kilde mangler]
På det efterfølgende stykke ligger der traditionelle etageejendomme fra omkring 1900. Mellem etageejendommene ligger der en række korte sidegader, der fører op til den parallelle Sønder Boulevard, og som typisk er opkaldt efter personer fra den tidlige middelalder.
Gaden ender ved Enghavevej, hvor Enghave Station tidligere lå. Denne blev erstattet af Carlsberg Station lidt længere mod vest i 2016.

## Busterminal
Overfor DGI-byen lå der tidligere busstoppesteder for fjernbusser til ind- og udland. I mangel af en fjernbusterminal ved Hovedbanegården holdt fjernbusserne ned ad Ingerslevsgade. Placeringen var dog problematisk, fordi passagerne måtte stige på og af på cykelstien. Noget der kunne give anledning til kaotiske situationer, hvor cyklister og passagerer nogle gange stødte sammen. Problemet blev imidlertid løst i 2024, da fjernbusserne flyttede til Københavns Busterminal ved Dybbølsbro.